# Mission Belle Memorial

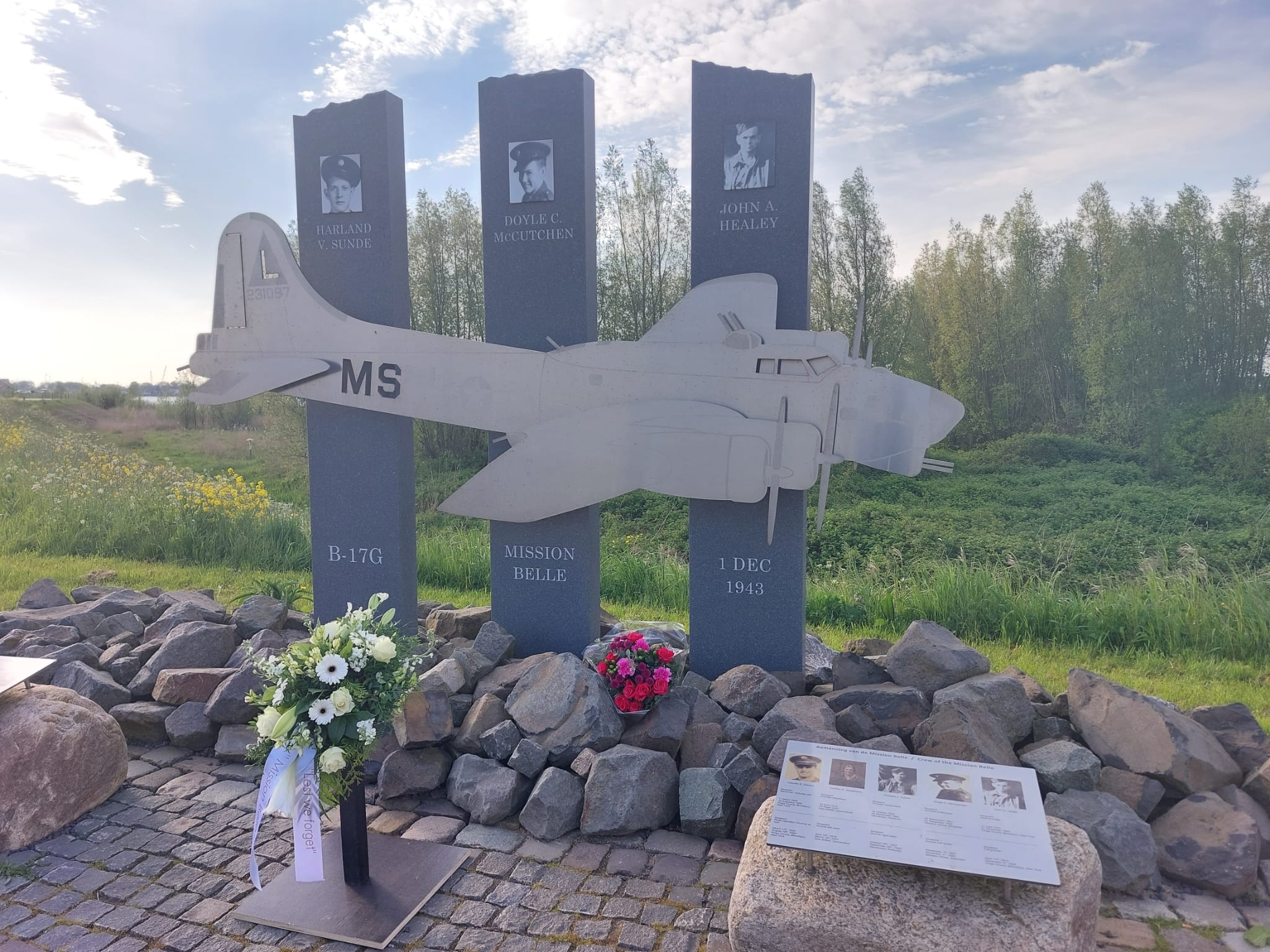

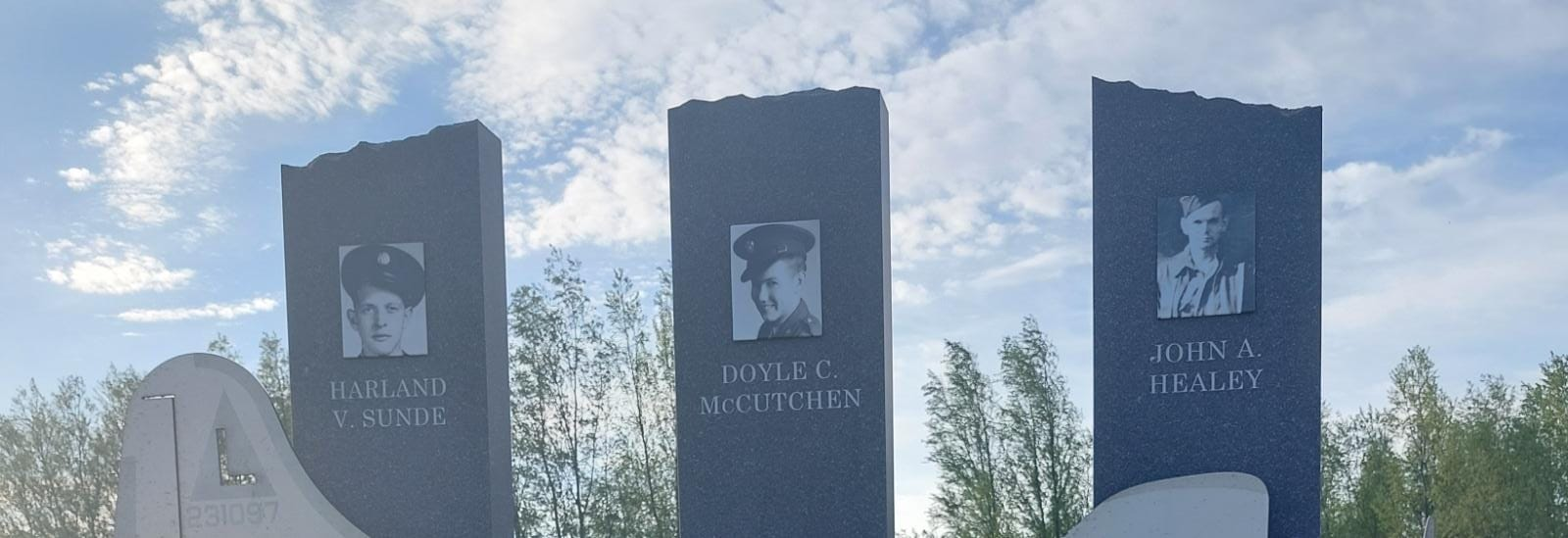
Gekartelde bovenkant van de drie zuilen symboliseert het afgebroken leven van drie bemanningsleden.

Mission Belle Memorial is een monument opgericht ter nagedachtenis aan de crash van de Amerikaanse B-17 bommenwerper Mission Belle op 1 december 1943. Het staat sinds 2018 aan de Lekdijk in Nieuw-Lekkerland (gemeente Molenlanden).

## B-17 Mission Belle
Het vliegtuig B-17G 'Mission Belle' met fabrieksnummer 42-31097 belandde, na herhaaldelijk te zijn beschoten door het luchtafweergeschut en jachtvliegtuigen van de Nazi’s en daarbij zwaar te zijn beschadigd op 1 december 1943, tegen een krib (strekdam) in de rivier de Lek tussen de dorpen Nieuw-Lekkerland en Streefkerk. De eenheid waartoe dit toestel behoorde was het 535e Squadron van de 381e Bombardement Group. Het toestel was op 21 november 1943 overgeplaatst naar het squadron op haar thuisbasis RAF Ridgewell / het USAAF Station 167, (Essex, Groot-Brittannië) en vloog deze dag haar eerste missie.

## Bemanning
De bemanning bestond uit tien personen. Hieronder hun namen met hun leeftijden in 1943:
- Harland V. Sunde (22 jaar)
- Doyle McCutchen (22 jaar)
- John F. Healy (29 jaar)
- James W. Swaeney (20 jaar)
- Roger C. Christensen (23 jaar)
- O.D. Tully  (22 jaar)
- William P. England (33 jaar)
- Claudio S. Carano (23 jaar)
- Carlton A. Josephson (25 jaar) en
- Charles J. Culver (20 jaar)

Bij deze beschieting en noodlottige crash kwamen Harland V. Sunde, Doyle McCutchen en John F. Healy om het leven. De overige bemanningsleden raakten gewond en werden krijgsgevangen genomen.

## Symboliek in het monument
De drie zuilen waar het vliegtuig aan bevestigd is, zijn gemaakt van zwart marmer, materiaal dat veel gebruikt wordt voor gedenktekens op begraafplaatsen. De gekartelde bovenkant van de zuilen symboliseert dat het leven van drie bemanningsleden afgebroken is. Op ieder van deze drie zuilen staat een foto van een van de drie omgekomen bemanningsleden. Staande  voor het gedenkteken  is door het gedenkteken heen de krib (strekdam) zichtbaar, waar de B-17G uiteindelijk neergekomen is. Om de krib in het ontwerp terug te laten komen is het monument op de bodem afgewerkt met basaltkeien.